# Croton corinthius
Croton corinthius là một loài thực vật có hoa trong họ Đại kích. Loài này được Poveda & J.A.González mô tả khoa học đầu tiên năm 2003.